# Nguyễn Việt Khái, Phú Tân
Nguyễn Việt Khái là một xã thuộc huyện Phú Tân cũ, tỉnh Cà Mau, Việt Nam.

## Địa lý
Xã Nguyễn Việt Khái nằm ở phía nam huyện Phú Tân, có vị trí địa lý:
- Phía đông giáp huyện Năm Căn
- Phía tây và phía nam giáp Vịnh Thái Lan
- Phía bắc giáp thị trấn Cái Đôi Vàm và xã Rạch Chèo.

Xã Nguyễn Việt Khái có diện tích 108,49 km², dân số năm 2022 là 17.941 người, mật độ dân số đạt 165 người/km².

## Hành chính
Xã Nguyễn Việt Khái được chia thành 11 ấp: Cái Đôi Nhỏ, Cái Đôi Nhỏ A, Cái Đôi Nhỏ B, Gò Công, Gò Công Đông, Sào Lưới, Sào Lưới Tây, Tân Quảng A, Tân Quảng B, Tân Quảng Đông, Tân Quảng Tây.

## Lịch sử
Ngày 29 tháng 12 năm 1978, Hội đồng Chính phủ ban hành Quyết định số 326-CP về việc chuyển xã Việt Khái và xã Tân Hưng Tây thuộc huyện Cái Nước về huyện Phú Tân mới thành lập quản lý.
Ngày 25 tháng 7 năm 1979, Hội đồng Chính phủ ban hành Quyết định số 275-CP về việc:
- Chia xã Việt Khái thành 3 xã: Việt Khái, Việt Hùng và Việt Thắng.
- Chia xã Tân Hưng Tây thành xã Tân Hưng Tây và xã Tân Hải.

Ngày 28 tháng 3 năm 1983, Hội đồng Bộ trưởng ban hành Quyết định số 23-HĐBT về việc:
- Chia xã Việt Khái thành 3 xã: Việt Khái, Việt Dũng và Việt Cường.
- Chia xã Tân Hải thành xã Tân Hải và xã Tân Nghiệp.

Ngày 17 tháng 5 năm 1984, Hội đồng Bộ trưởng ban hành Quyết định 75-HĐBT về việc:
- Sáp nhập huyện Phú Tân vào huyện Cái Nước.
- Đổi tên xã Việt Khái thuộc huyện Phú Tân thành xã Nguyễn Việt Khái thuộc huyện Cái Nước.

Ngày 14 tháng 2 năm 1987 của Hội đồng Bộ trưởng ban hành Quyết định số 33B-HĐBT về việc sáp nhập xã Việt Dũng vào xã Việt Khái.
Xã Việt Khái có 3.968 hécta đất và 9.687 nhân khẩu.
Ngày 2 tháng 2 năm 1991, Ban Tổ chức Chính phủ ban hành Quyết định số 51/QĐ-TCCP về việc:
- Thành xã Tân Hưng Tây mới trên cơ sở xã Việt Hùng và xã Việt Khái.
- Thành lập xã Nguyễn Việt Khái trên cơ sở xã Tân Hải và xã Tân Hưng Tây cũ.

Ngày 29 tháng 8 năm 1994, Chính phủ ban hành Nghị định số 109-CP về việc thành lập thị trấn Cái Đôi Vàm trên cơ sở điều chỉnh một phần diện tích và dân số của xã Nguyễn Việt Khái.
Ngày 6 tháng 11 năm 1996, Quốc hội ban hành Nghị quyết về việc chia tỉnh Minh Hải thành tỉnh Bạc Liêu và tỉnh Cà Mau. Khi đó, xã Nguyễn Việt Khái thuộc huyện Cái Nước, tỉnh Cà Mau.
Ngày 17 tháng 11 năm 2003, Chính phủ ban hành Nghị định số 138/2003/NĐ-CP về việc chuyển xã Nguyễn Việt Khái thuộc huyện Cái Nước về huyện Phú Tân mới tái lập quản lý.
Tính đến ngày 31 tháng 12 năm 2022, xã Nguyễn Việt Khái có 108,48 km² diện tích tự nhiên, quy mô dân số là 17.941 người và 11 ấp: Cái Đôi Nhỏ, Cái Đôi Nhỏ A, Cái Đôi Nhỏ B, Gò Công, Gò Công Đông, Sào Lưới, Sào Lưới Tây, Tân Quảng A, Tân Quảng B, Tân Quảng Đông, Tân Quảng Tây.
Ngày 24 tháng 10 năm 2024, Ủy ban Thường vụ Quốc hội ban hành Nghị quyết số 1252/NQ-UBTVQH15 về việc sắp xếp đơn vị hành chính cấp xã của tỉnh Cà Mau giai đoạn 2023 – 2025 (nghị quyết có hiệu lực từ ngày 1 tháng 12 năm 2024). Theo đó, sáp nhập 1,43 km² diện tích tự nhiên và quy mô dân số là 578 người của xã Nguyễn Việt Khái vào thị trấn Cái Đôi Vàm.
Xã Nguyễn Việt Khái có 107,05 km² diện tích tự nhiên và quy mô dân số là 17.363 người.